# 사인 훔치기
야구에서 사인 훔치기는 합법적이거나 불법적인 방법을 통해 상대 포수가 투수에게 주는 사인을 관찰하고 전달하는 것이다. 투수와 포수 간의 사인은 타자에게 전달되어 다음에 어떤 종류의 공이 투구될지 알려준다. 합법적인 사인 훔치기는 일반적으로 2루에 있는 주자가 사인을 관찰해서 어떤 종류의 제스처를 통해 타자에게 전달된다. 불법적인 사인 훔치기에는 기계 또는 전자 기술이 포함되기도 한다. 이것에 관한 규칙은 시간이 지남에 따라 더욱 엄격해졌으며 계속 발전하고 있다. 실제로 휴스턴 애스트로스는 2020년 1월 MLB에 의해 2017년과 2018년에 카메라를 사용하여 불법적으로 사인을 훔친 일에 대한 징계를 받았다.

## 규칙
비공식적인 야구 규칙에 따르면, 3루 코치 또는 2루 주자에 의한 사인 훔치기는 허용되고, 이를 지키기 위해 사인을 주는 것은 팀의 몫이다. 그러나, 타자가 포수의 사인을 훔쳐보는 것은 위반으로 간주된다. 포수가 투수에게 보내 다음 투구를 요구하는 사인은 3루 코치가 타자에게 전달하는 사인보다 더 중요시된다.
사인 훔치기가 MLB 규칙을 위반하는 것은 아니다. 사인이 어떻게 훔쳐졌는지에 따라 합법 여부가 결정된다. 1961년 12월의 회의에서 내셔널 리그는 표지판을 훔치기 위한 기계 장치 사용을 금지했다. 전자 장비의 사용은 MLB 규정에 의해 금지된 것이 아니다. 2001년, MLB의 부사장 샌디 앨더슨은 팀이 게임을 하는 동안 사인을 훔치기 위한 전자 장비를 사용할 수 없다는 내용의 각서를 발행했다. 2019 시즌 전에 커미셔너 로브 만프레드는 팀이 카메라를 설치 할 수 있는 위치와 사인 훔치기를 줄이기 위해 인스턴트 리플레이 직원이 관리자와 연락 할 수 있는 방법에 대한 구체적인 규정을 제정했다.

## 국외
가장 오래된 사인 훔치기는 1876년으로 거슬러 올라간다. Hartford Dark Blues가 투구가 커브를 던질 때 타자에게 귀띔해주기 위해 오두막집에 사람을 숨겼다. 1897년 조지 스털링스 필라델피아 필리스 감독은 백업 포수였던 모건 머피에게 쌍안경과 전보를 가지고 외야 너머의 클럽 하우스에 숨어있게 했는데 머피는 감독에게 상대 포수가 지시한 피치를 알려주는 일을 했다. 1900년 필라델피아 필리스의 코치 인 피어스 칠레는 전선이있는 상자에 서서 어떤 투구가 올 것인지에 대한 메시지를 전달했고 그는 땅에 쿵쾅거리며 타자에게 신호를 보냈다. 또한, 델 베이커, 조이 아말피 타노, 조 노섹은 야구 최고의 사인 스틸러로 여겨졌다.
그리고 1951년 뉴욕 자이언츠에서 뛰었던 선수들은 그 시즌 내셔널 리그에서 우승하기 위해 망원경을 사용하여 라이벌 팀인 브루클린 다저스의 사인을 훔친 것을 2001년에 인정했다. 그 시리즈에서 "Shot Heard 'Round the World"라는 라인드라이브 홈런을 친 바비 톰슨은 그 투구의 사인을 훔치지 않았다고 주장했다. 2017년 보스턴 레드삭스는 뉴욕 양키스를 상대로 한 사인 훔치기에 Apple Watch를 사용했다.
2019 시즌 이후 마이크 파이어스는 2017년에 휴스턴 애스트로스가 불법적으로 기술을 사용하여 상대팀의 사인을 훔쳐 타자들에게 전달 했다고 주장했다. MLB와 휴스턴 애스트로스는 이 주장에 대한 조사를 시작해서 2017년 뿐만 아니라 2018년과 2019년에도 사인을 훔쳤음을 알아냈다. 2020년 1월 13일, 커미셔너 롭 맨프레드는 휴스턴이 2017 시즌과 2018 시즌 동안 비디오 카메라 시스템을 불법적으로 사용하여 사인을 훔쳤다는 사실을 확인했다고 발표했다. 결국 휴스턴은 5만 달러의 벌금과 2020 및 2021 시즌의 1라운드와 2라운드 드래프트 픽을 몰수당했다. 그리고 제프 루노 단장과 A.J 힌치 감독은 1년간 출장 정지 징계를 받았으며 같은 날 팀에 의해 해고되는 굴욕을 맛보았다.
2020년 1월 7일, 보스턴 레드삭스의 3명의 무명 팀원이 The Athletic에 보스턴이 2018 시즌에 상대 팀의 사인을 훔치기 위해 그들이 작전을 짜기 위해 사용하던 리플레이 룸을 불법적으로 사용했다고 폭로했다. 2020년 1월 13일, 롭 맨프레드는 조사가 완료되면 휴스턴의 사건에도 연루된 보스턴의 감독 알렉스 코라에게 적절한 처벌을 내릴 것이라고 밝혔다.

## 인용
- Dickson, Paul (2019). 《The Hidden Language of Baseball: How Signs and Sign-Stealing Have Influenced the Course of Our National Pastime》. University of Nebraska Press. ISBN 978-1496217875.
- Turbow, Jason; Duca, Michael (2010). 《The Baseball Codes: Beanballs, Sign Stealing, and Bench-Clearing Brawls: The Unwritten Rules of America's Pastime》. Pantheon. ISBN 978-0375424694.